# Richowo
Richgowo, chiamato anche Richgowo, (... – 7 settembre 949) fu vescovo di Worms dal 914 alla morte.

## Biografia
Le origini e il lignaggio familiare del vescovo Richowo sono incerti. La data di morte del suo predecessore episcopale Dietlach (Thietlach) è nota per essere il 18 luglio 914, motivo per cui si pensa che l'assunzione della carica di Richowo sia avvenuta in questo anno; non esiste una data certa per questo. Il cronista di Worms Friedrich Zorn (1538–1610) sostenne che l'abate Liutero di Lorsch fu un candidato perdente nell'elezione sul soglio vescovile.
Nell'autunno del 916, Richowo di Worms partecipò al sinodo dei vescovi a Hohenaltheim. Lì ricevette dal legato pontificio Pietro di Orte l'ordine di indagare sull'accecamento del vescovo Einardo I di Spira e di riferirne gli esiti per lettera al papa. Einardo era stato mutilato nel 913 e messo violentemente a morte nel 913 in circostanze sconosciute. L'esito dell'indagine non è noto.
Secondo il Kirchenlexikon di Wetzer e Welte, il vescovo Richowo era tenuto in grande considerazione dai re dei Franchi Orientali Enrico I e Ottone I. Durante le invasioni ungheresi nell'area di Worms nel 933 e nel 938, si prese particolare cura della sua terra e dei suoi abitanti.
Nel 942 Ottone I, con il consenso del duca Corrado il Rosso, ricevette doni di beni per la sua diocesi dai possedimenti reali; il 14 gennaio 947, a Francoforte sul Meno, la conferma dei diritti doganali. Il giorno dopo, il vescovo apparve anche come testimone in un documento di Francoforte del sovrano. Richowo di Worms è anche menzionato come testimone in una grande donazione del duca Corrado il Rosso al vescovo Reginbaldo I di Spira nel 946.
Nell'estate del 948 compare come partecipante al sinodo di Ingelheim.
Richowo di Worms morì il 7 settembre 949 e un'iscrizione funeraria latina sopravvive nella Cronaca di Worms di Friedrich Zorn.